# كبوتر خان (قهاب رستاق)
کبوتر خان (بالفارسية: کبوترخان) هي مستوطنة تقع في إيران في قسم قهاب رستاق الريفي.